# Seznam italijanskih maršalov
Seznam italijanskih maršalov.

## B
- Pietro Badoglio
- Italo Balbo
- Ettore Bastico

## C
- Enrico Caviglia
- Ugo Cavallero

## D
- Armando Diaz
- Emilio De Bono

## G
- Gaetano Giardino
- Rodolfo Graziani